# Lista över månhav

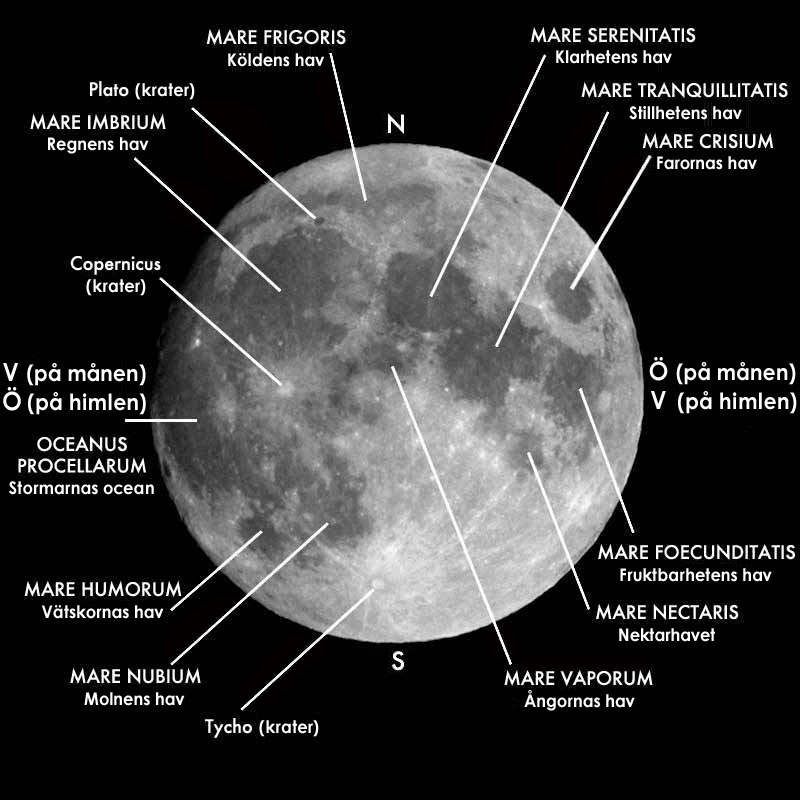
Den närmre sidan av månen med de större haven och kratrarna utmärkta.

Detta är en lista över månens så kallade hav (latin: mare, plural: maria).
Den inkluderar även den enda oceanus och de formationer som tidigare var kända under namnen lacus, palus och sinus.

## MariaochOceanus
| Latinskt namn        | Svenskt namn       | Lat.    | Long.    | Diameter |
| -------------------- | ------------------ | ------- | -------- | -------- |
| Mare Anguis          | Ormens hav         | 22.6° N | 67.7° E  | 150 km   |
| Mare Australe        | Södra havet        | 38.9° S | 93.0° E  | 603 km   |
| Mare Cognitum        | Kända havet        | 10.0° S | 23.1° W  | 376 km   |
| Mare Crisium         | Farornas hav       | 17.0° N | 59.1° E  | 418 km   |
| Mare Fecunditatis    | Fruktbarhetens hav | 7.8° S  | 51.3° E  | 909 km   |
| Mare Frigoris        | Köldens hav        | 56.0° N | 1.4° E   | 1 596 km |
| Mare Humboldtianum   | Humboldts hav      | 56.8° N | 81.5° E  | 273 km   |
| Mare Humorum         | Vätskornas hav     | 24.4° S | 38.6° W  | 389 km   |
| Mare Imbrium         | Regnens hav        | 32.8° N | 15.6° W  | 1 123 km |
| Mare Ingenii         | Genialitetens hav  | 33.7° S | 163.5° E | 318 km   |
| Mare Insularum       | Öarnas hav         | 7.5° N  | 30.9° W  | 513 km   |
| Mare Marginis        | Gränshavet         | 13.3° N | 86.1° E  | 420 km   |
| Mare Moscoviense     | Moskvas hav        | 27.3° N | 147.9° E | 277 km   |
| Mare Nectaris        | Nektarhavet        | 15.2° S | 35.5° E  | 333 km   |
| Mare Nubium          | Molnens hav        | 21.3° S | 16.6° W  | 715 km   |
| Mare Orientale       | Östra havet        | 19.4° S | 92.8° W  | 327 km   |
| Mare Serenitatis     | Klarhetens hav     | 28.0° N | 17.5° E  | 707 km   |
| Mare Smythii         | Smyths hav         | 1.3° N  | 87.5° E  | 373 km   |
| Mare Spumans         | Skummande havet    | 1.1° N  | 65.1° E  | 139 km   |
| Mare Tranquillitatis | Stillhetens hav    | 8.5° N  | 31.4° E  | 873 km   |
| Mare Undarum         | Vågornas hav       | 6.8° N  | 68.4° E  | 243 km   |
| Mare Vaporum         | Ångornas hav       | 13.3° N | 3.6° E   | 245 km   |
| Oceanus Procellarum  | Stormarnas ocean   | 18.4° N | 57.4° W  | 2 568 km |

Det var även en region på månens bortre sida som en kort period var felidentifierad som ett hav och döpt till Mare Desiderii (Drömmarnas hav). Den är inte längre erkänd. Andra typer av hav inkluderar:
- Mare Parvum[1] ("Lilla havet"), omedelbart till öst om kratern Inghirami
- Mare Incognitum ("Okända havet")
- Mare Novum[1] ("Nya havet"), nordöst om kratern Plutarch
- Mare Struve ("Struves hav"), nära kratern Messala

## Lacus
- Lacus Autumni (Höstens sjö)
- Lacus Mortis (Dödens sjö)
- Lacus Somniorum (Drömmarnas sjö)
- Lacus Veris (Vårens sjö)

## SinusochPaludes
- Sinus Aestuum (Den sjudande viken)
- Sinus Iridum (Regnbågarnas vik)
- Sinus Medii (Mittens vik)
- Sinus Roris (Daggens vik)
- Palus Epidemiarum (Sjukdomarnas träsk)
- Palus Putredinis (Förfallets träsk)
- Palus Somni (Sömnens träsk)